# Martell (Kalifornia)
Martell – jednostka osadnicza w Stanach Zjednoczonych, w stanie Kalifornia, w hrabstwie Amador.